# Institut supérieur de commerce de Kisangani
 (mars 2015).
Si vous disposez d'ouvrages ou d'articles de référence ou si vous connaissez des sites web de qualité traitant du thème abordé ici, merci de compléter l'article en donnant les références utiles à sa vérifiabilité et en les liant à la section « Notes et références ».
L'Institut supérieur de commerce de Kisangani (ISC-KIS) est l'une des écoles de commerce publique de la république démocratique du Congo, situé dans la ville de Kisangani en province de la Tshopo.
Il est créé en 1981.

## Historique
Son existence remonte à Lubumbashi, où il fonctionnait comme Institut de gestion du personnel et d'organisation du travail « IGEPOT », créé en 1967 à l'initiative de la Gecamines (Générale des Carrières et des Mines), pour la formation des cadres de gestion pour elle et pour les autres entreprises locales.
À la création de l'université nationale du Zaïre, en 1971, l'IGEPOT a été transféré au campus de Kisangani : il a fonctionné comme département au sein de la faculté des sciences de l'éducation.
Le Conseil révolutionnaire de l'UNAZA (CRU) a décidé plus tard[Quand ?] de changer son appellation en Institut de gestion des entreprises (IGE), tout en décrétant son extinction progressive pour donner finalement naissance à l'Institut supérieur de commerce (ISCOM), fonctionnant toujours comme département de la faculté de psychologie et des sciences de l'éducation, mais sans personnalité juridique.
Son autonomie est intervenue par l'ordonnance susmentionnée en octobre 1981.
Depuis sa création, il fonctionne dans ses installations propres hérités de la dissolution de l'ex-UNAZA campus de Kisangani, au Complexe Sendwe de Makiso.

## Conditions d'admission
Pour le premier cycle de graduat, le (la) candidat (candidate) doit https://isc-kisangani.org/facultes:
- Être titulaire d'un diplôme d'État ;
- Se classer en ordre utile au concours d'admission pour les candidats (candidates) ayant obtenu moins de 60% aux examens d’État (baccalauréat).

Pour le second cycle de licence, le candidat doit :
- Être titulaire d'un diplôme entériné de graduat ;
- Actualiser son dossier, incluant le parcours adéquat de son premier cycle.

## Enseignement et recherche

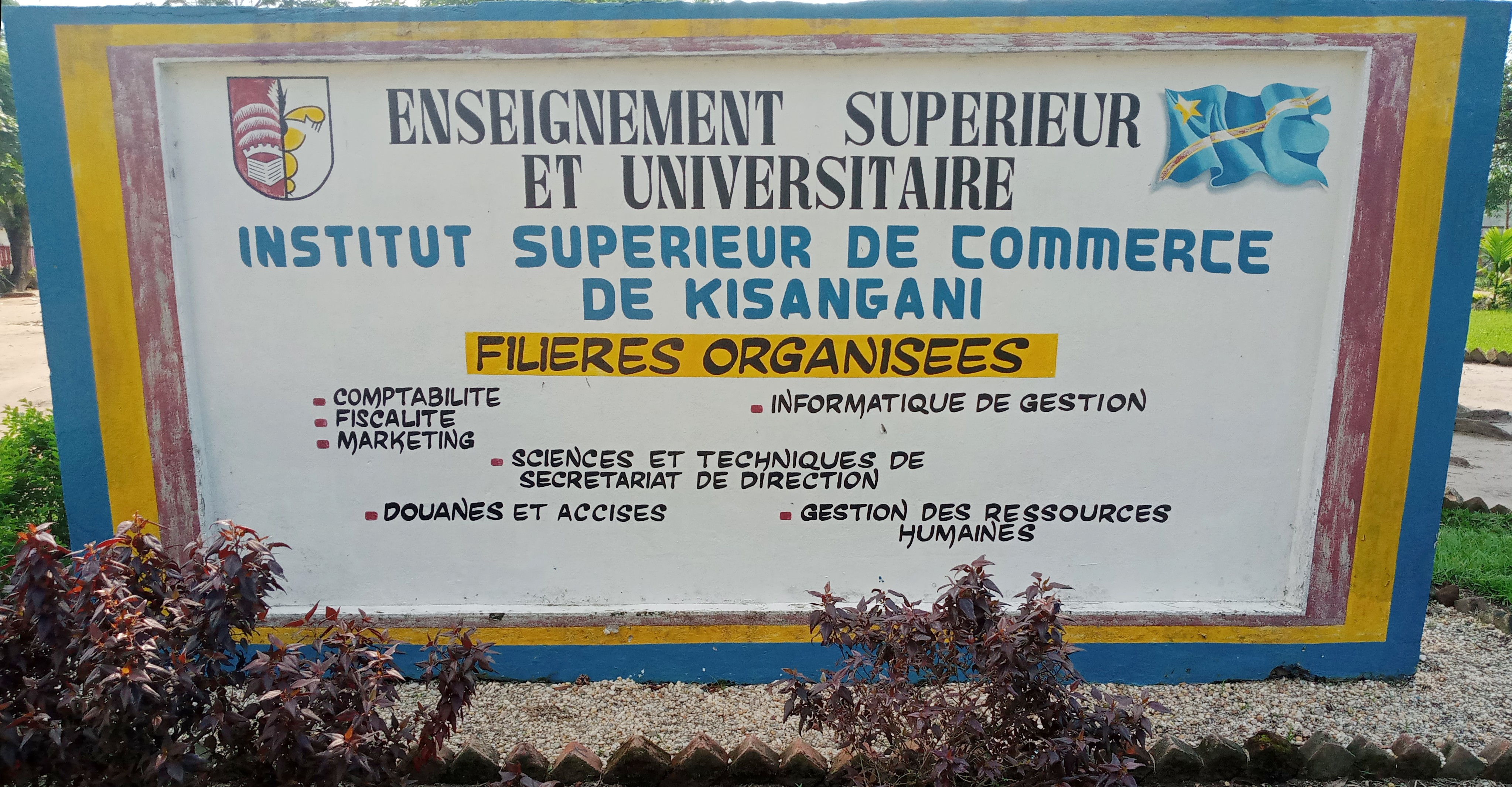
isc-kis, filière organisées

L'Institut supérieur de commerce de Kisangani organise les enseignements en double vacations jour et soir en deux cycles (graduat et licence), en Sciences Commerciales et Financières, on trouve les options telles que : le marketing, la comptabilité et fiscalité, ensuite le secrétariat de direction et les douanes & accises et enfin, en sciences informatiques de gestion, il y a deux options en deuxième licence : réseaux informatiques et conception de système d'information.
L'Institut dispose d'un centre de recherche dénommé « Centre de recherche en économie financière appliquée » (C.R.E.F.A.), qui édite la revue semestrielle « Cahiers Congolais de Gestion », à ce jour à son cinquième numéro ; d'un laboratoire informatique doté en ordinateurs fixes acquis sur fonds propre, pour la pratique et les applications des cours d'informatique. Une équipe des maintenanciers bien outillés assistent et accompagnent les utilisateurs du laboratoire informatique.
Une bibliothèque contenant des ouvrages spécialisés, des encyclopédies, des revues, des dictionnaires et autres, offre la possibilité de documentation aux chercheurs et aux étudiants de l'ISC-KIS et d'autres établissements. La connexion à l'Internet par câble et par Wi-Fi leur donne accès à la documentation numérique sur le web.

## Sections organisées
L'institut Supérieur de commerce compte à ce jour deux sections, dont :
- La Section Sciences Commerciales et financières.
- La Section Sciences Informatiques.

## Les anciens Directeurs Généraux de l'ISC/KIS
- KABAMBA MULUMBA
- WALLE SOMBO
- BOLINDA WA BOLINDA
- Fréderic LOKANGA OTIKEKE
- Jean-Faustin BOLINGOLA
- Jacques-riverain LOFEMBA
- Jean-Claude ESUKA

## les Alumni de l’ISC-Kisangani
Les anciens étudiants de l’Institut supérieur de commerce de Kisangani vivant à Kinshasa s’engagent à soutenir leur institution. C’est ce qui ressort de la rencontre qu’ils ont eu samedi 17 août 2024 avec le directeur général, le professeur Jean-Claude ESUKA ALFANI.

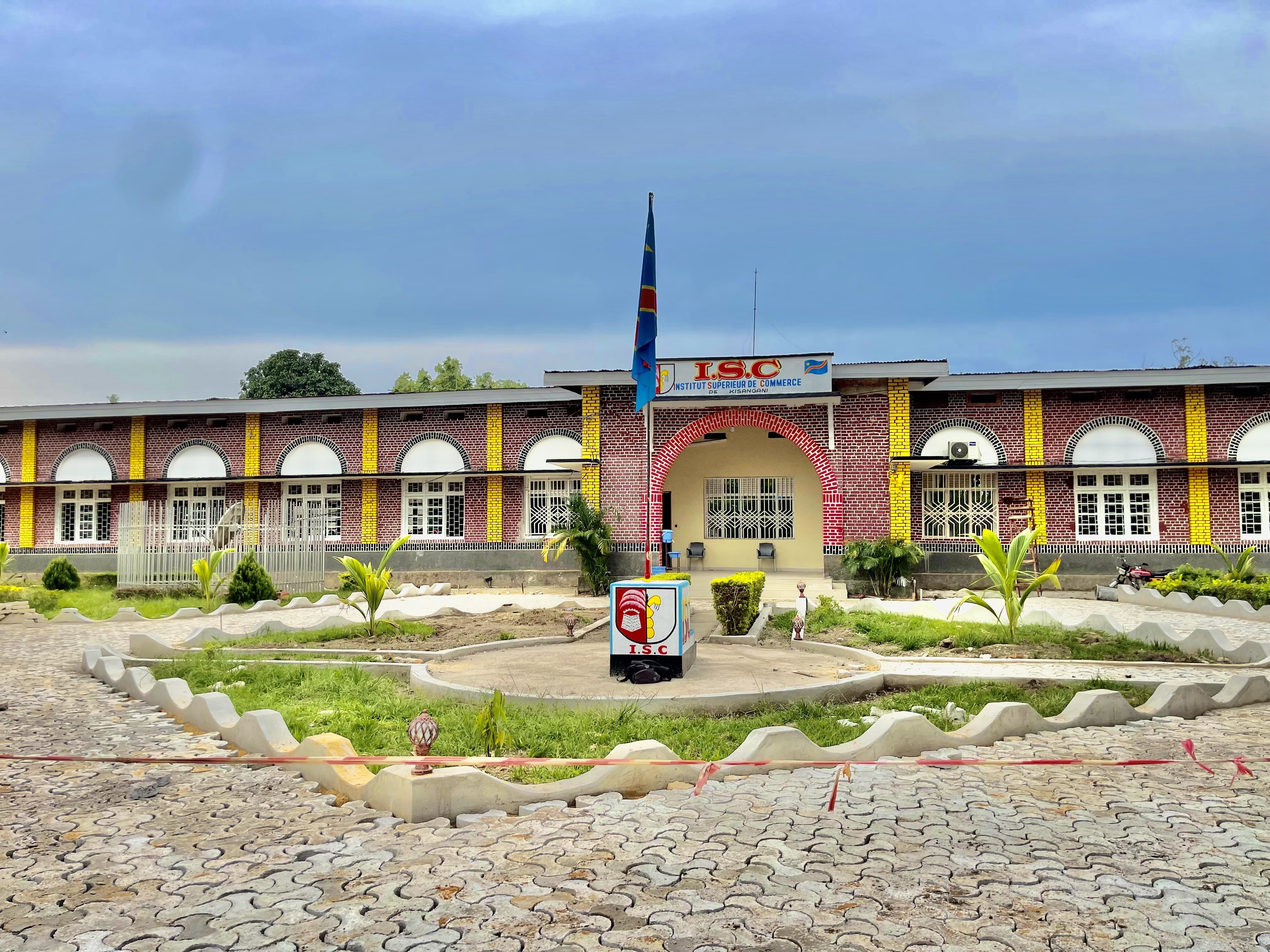
Bâtiment Administratif de l'ISC-Kisangani

La salle de la bibliothèque de la haute école de commerce de Kinshasa, HEC ( ex ISC KINSHASA) y a servi de cadre.

Esu : Ce que les anciens de l’ISC Kisangani vivant à Kinshasa et le Directeur général Pr ESUKA se sont dit à la HEC

## Départements organisés
L'Institut supérieur de commerce de Kisangani dispose quatre départements :
- Sciences commerciales et financières ;
- Sciences d'informatique de gestion ;
- Secrétariat de direction
- Douanes et accises;
- Banque et assurance.

## Coopération
Sur le plan local, l'Institut supérieur de commerce de Kisangani, à travers la Conférence des chefs d'établissements de l'Enseignement supérieur et universitaire de la province de la Tshopo, exprime sa vision de promotion et de développement de l'enseignement supérieur et universitaire ; participe activement au programme d'actions défini par la conférence ; entretient un partenariat promotionnel avec les établissements de l'ESU se traduisant par l'échange des enseignants et d'expérience dans la gouvernance académique.
Sur le plan national, l'Institut supérieur de commerce de Kisangani garde des contacts avec l'Institut supérieur de commerce de Kinshasa et l'Institut supérieur des techniques appliquées de Kinshasa.

## Infrastructure
L'Institut supérieur de commerce dispose de 11 bâtiments, tous en matériaux durables[réf. nécessaire] dont deux nouveaux, jumelés, construits sur fonds propres depuis les années académiques 2011-2012 à 2014-2015. Ensuite aux années académiques 2018-2019 et 2019-2020, trois auditoires ont été construits sur fonds propres de l’institution par le directeur général Jean-Faustin BOLINGOLA BOSSESSILO, dont l’un porte son nom mais également la construction d’un terrain de Basket-ball au cours de l’année académique 2019-2020 portant le nom de « ANIBILONI ».
Une politique de réhabilitation des infrastructures est en cours. Le Centre de santé, le hangar, le bâtiment abritant les services académiques, la bibliothèque, le terrain de football… comptent parmi ces œuvres[réf. souhaitée].

## Vie sociale à l'ISC-Kisangani
La communauté de l'ISC-Kisangani est constituée des étudiants, des enseignants et des administratifs qui sont respectivement encadrés par la Coordination des étudiants appuyée par la Brigade estudiantine ; l'Association du personnel académique et scientifique se charge de l'encadrement des enseignants et la Mutuelle du personnel administratif (MUPATO), de celui du personnel administratif, technique et ouvriers.
L'harmonie existant dans le fonctionnement de ces deux structures d'encadrement du personnel a donné lieu à la création d'une Mutuelle de santé qui appuie le Centre de santé de l'ISC-Kisangani pour la prise en charge de premiers secours des malades avant de les transférés aux cliniques universitaires pour les soins appropriés selon les termes d'une convention ad hoc et d'une cantine sociale qui approvisionne les membres en divers biens : vivres frais, produits de nettoyage, fournitures de bureau, habillement, …
Le championnat de Football inter-auditoires organisé presque chaque année, offre le moment de loisirs le plus frisé[Quoi ?] aux étudiants et leur permet de se familiariser.

## ISC-KIS et Société
En quarante années d'existence, l'Institut supérieur de commerce de Kisangani a déversé sur le marché de l'emploi tant national qu'international 5 220 gradués (Bac + 3) et 526 licenciés (Bac + 5), en sciences commerciales et financières
L'expertise comptable des enseignants de l'ISC-KIS est mise à profit dans de nombreux services tant publics que privés de la place[réf. souhaitée].

## Projet de l'ISC-Kisangani
Les projets de l’Institut supérieur de commerce de Kisangani sont multiples, lesquels seront détaillés ci-dessous :
Par une politique de conscientisation, de sensibilisation et de vulgarisation, d'écoute, de proximité et de participation, bref l’ISC-KIS promet l'assainissement des mœurs.
La réhabilitation et construction des nouvelles infrastructures (laboratoire informatique, bâtiments administratifs, bâtiments de logement des enseignants visiteurs, auditoires, homes, latrines, etc) mais également l’achat (l’ajout) des équipements informatiques, de fournitures de bureau, ouvrages, abonnement aux revues spécialisées constituent l’un des projets de ce dernier.
Concernant les étudiants et enseignants en Sciences Informatiques, l’ISC-KIS promet respectivement la formation et une mise en niveau des nouvelles technologies de l'information et de communication. Ensuite une formation au droit uniforme des affaires (OHADA) pour les étudiants et enseignants en sciences commerciales et administratives. Il tient également à l’adhésion à l'Agence universitaire de la Francophonie, à la formation par correspondance et échanges (partage d’idées) remarquables entre les enseignants.
L’ISC-KIS vise le renforcement des capacités en expression orale et écrite des étudiants généralement et l’informatisation des différents services dont académique, administratif, finance, patrimoine, social, etc) mais aussi une bonne visibilité sur la toile (Internet) et enfin une bonne gouvernance académique.

## Section
L'Isc Kisangani possède en son sein deux sections :
- Section Sciences Informatiques
- Section Sciences Commerciales et Financières

## Chefs de section
- Chef de section informatique : Professeur Berthe WASSI
- Chef de section informatique Adjoint Chargé de l'Enseignement  : Chef des Travaux Philémon KUTUMBAKANA
- Chef de section commerciale :
- Chef de section commerciale adjoint: Assistant. MASUWA
- Chef de section Informatique Adjoint Chargé de Recherche : Chef des Travaux Joseph KIKUNI BUNGULU

## Chef de département informatique
- Département de la Conception de Système d'Information : Cédric KWASIA ILANGA
- Département de Réseaux Informatiques : Job NDAMBI

## Les anciens de l'Institut Supérieur de Commerce de Kisangani
1. Christian KPOLOGA BONGU
2. Glodi MBENGA MBUNZU
3. LIFAKI MUBELE
4. Fiston Alimasi Bamela
5. LINE NDONGA John
6. MUNGANGA DJUMA
7. Germain NGANDU TSHIBAKA
8. Benjamin BENGYAMAA BENGYAMAA
9. Splendeur NAGENEGO SEWA
10. Diderot AKPOLIZIMA NDEY
11. SHIM DJONG BOTANDO
12. KIGOMA
13. MATUNDU SELEMBO
14. Fifi KOKO
15. MALUMBA ORTHANCE
16. IKIYO ITSHIFO
17. EZIMENDI NOSANA Rachelle
18. Ikombe Mbangi
19. Ewalo Egbolo
20. Daddy Uzunga
21. Walo Kamanga
22. Sasa Bombe
23. Ngembele babula
24. Ramazani Tambwe
25. Ramazani Nafisa
26. Deborah Lukongo
27. MELENGO Rachel
28. LUSAMBA Corneli
29. Bofola Boina
30. Boina Mokili
31. Tshikuta basuwa
32. ALIDILO RWOTH'UMIYO
33. Cédric KWASIA ILANGA
34. Malick USENI LIFETU
35. Benoit OLINDA
36. Patrick BONGOMBE
37. MPETE Merveille
38. jean Pierre BOSENGE

## Effectif
- Enseignants : 66 enseignants (16 à temps partiels) dont 7 femmes
- Administratifs : 149 agents dont 26 femmes
- Étudiants : 1 649 dont 691 soit 41.90 % de garçons et 958 soit 58,10 % de filles (année académique 2014-2015). Le taux de croissance des effectifs étant de 1,52 %.
- De quatre autorités académiques, on compte deux femmes
- Les étudiants du département de la Conception de Système d'Information sont au total de 61 de l'année académique 2023-2024